# Affirmation
Affirmation es el nombre del segundo y último álbum de estudio grabado por el dúo de pop australiano Savage Garden. Fue lanzado al mercado bajo el sello discográfico Columbia el 9 de noviembre de 1999. Affirmation fue re-editado y lanzado al mercado en el año 2000 en Australia y el Reino Unido junto con un disco en vivo, Declaration, que incorpora canciones grabadas en el Brisbane Entertainment Centre los días 20 y 21 de mayo de 2000. Este álbum vendió más de 13 millones de copias en todo el mundo.

## Lista de canciones
|    | Título                          | Duración |
| -- | ------------------------------- | -------- |
| 1  | "Affirmation"                   | 4:56     |
| 2  | "Hold Me"                       | 4:50     |
| 3  | "I Knew I Loved You"            | 4:11     |
| 4  | "The Best Thing"                | 4:19     |
| 5  | "Crash and Burn"                | 4:41     |
| 6  | "Chained to You"                | 4:08     |
| 7  | "The Animal Song"               | 4:39     |
| 8  | "The Lover After Me"            | 4:50     |
| 9  | "Two Beds and a Coffee Machine" | 3:27     |
| 10 | "You Can Still Be Free"         | 4:18     |
| 11 | "Gunning Down Romance"          | 5:34     |
| 12 | "I Don't Know You Anymore"      | 3:50     |

- "The Animal Song (Hector Hex Club Mix)" (Bonus track de la edición Australiana)

## Lista de posiciones
| País           | Lista | Posición | Certificación |
| -------------- | ----- | -------- | ------------- |
| Australia      | ARIA  | 1        | 8× Platino    |
| Canadá         | CRIA  | 1        | 2× Platino    |
| Estados Unidos | RIAA  | 6        | 3× Platino    |
| Reino Unido    | BPI   | 7        | 3× Platino    |
| Alemania       | BVMI  | 11       | Oro           |

### Sucesión en listas
| Predecesor: "Imaginate" de Taxiride | Australia ARIA Singles Chart Sencillo No. 1 1 de noviembre de 1999 - 21 de noviembre de 1999 6 de diciembre - 12 de diciembre de 1999 15 de mayo - 21 de mayo de 2000 10 de julio - 16 de julio de 2000 | Sucesor: "Issues" by KoЯn |